# 속죄
속죄(贖罪)는 예수의 십자가에서의 죽음이 단순한 희생이나 순교의 죽음이 아니라 인류의 죄과에 대한 책임을 짊어지고 하나님과 화해시키기 위해, 스스로는 아무 죄도 없이 죽어갔다는 신앙고백을 말한다.
속죄한다는 말의 원어는 옛날 노예나 포로를 몸값을 치르고 찾아오는 경우에 쓰였으며, 거기에서 전용되어 '해방한다', '자유를 준다'는 뜻도 되며, 기독교에서의 예수의 죽음의 의미를 가장 잘 말해주는 용어로 쓰이고 있다. 성경은 이미 예수 그리스도가 자기 죽음이 속죄의 죽음임을 자각하고 있었음을 말하고 있으며, 원시교회는 예수의 고난의 죽음과 부활로 이 세상의 죄와 죽음이 정복되고 완전한 승리자, 영광의 주인 예수 그리스도를 확신하고 있었음을 알 수 있다. 또한 속죄는 하느님의 독자적인 사랑의 행위이며 하느님과 신앙인과의 교류를 회복·강고(強固)히 하는 것으로, 하느님의 구원사업의 중핵을 이루는 것으로 되어 있다.

## 같이 보기
- 기독교에서의 구원
- 죄
- 속죄소
- 은총
- 속죄에 대한 다양한 이론들